# Picture This (álbum)
Picture This es el segundo álbum del grupo Estados Unidos de rock Huey Lewis and the News, que salió al mercado en 1982. Con este disco lograron llegar a tener su primer Top 10 con la canción "Do You Believe in Love". El álbum permaneció en la lista Billboard album chart por 35 semanas llegando al puesto 13.
"Giving It All Up for Love" es una canción original de Phil Lynott, cantante y bajista del grupo Thin Lizzy. Huey Lewis tocó la armónica en los dos primeros álbumes de Lynott como solista así como en el álbum Live and Dangerous de este grupo.
"Buzz Buzz Buzz" es originalmente una canción de la década de los años 1950 del grupo The Hollywood Flames.

## Historia
El grupo produjo el álbum junto a su apoderado Bob Brown. La canción "Do You Believe in Love", escrita por Robert John "Mutt" Lange era considerada por Lewis como un trato con el diablo por ser una canción puramente pop, sin embargo fue la que les llevó a las listas de popularidad. El éxito de la canción impulsó al siguiente sencillo "Hope You Love Me Like You Say You Do", que alcanzó el Top 40; sin embargo el tercer sencillo "Workin' for a Livin'" solo alcanzó el puesto 41.

## Listado de canciones
1. "Change of Heart" (Chris Hayes, Huey Lewis) – 3:41
2. "Tell Me a Little Lie" (Johnny Colla, H. Lewis) – 3:42
3. "Tattoo (Giving It All Up for Your Love)" (Phil Lynott) – 3:11
4. "Hope You Love Me Like You Say You Do" (Mike Duke) – 3:44
5. "Workin' for a Livin'" (C. Hayes, H. Lewis) – 2:36
6. "Do You Believe in Love" (Robert John "Mutt" Lange) – 3:30
7. "Is It Me" (C. Hayes, Sean Hopper, H. Lewis) – 3:01
8. "Whatever Happened to True Love" (J. Colla, H. Lewis) – 3:14
9. "The Only One" (J. Colla, H. Lewis, Bill Gibson) – 4:46
10. "Buzz Buzz Buzz" (Byrd, Gray) – 2:29

## Personal
Huey Lewis and the News
- Huey Lewis - Armónica y voz
- Chris Hayes - guitarra
- Johnny Colla - guitarra y saxofón
- Mario Cipollina - bajo
- Bill Gibson - batería
- Sean Hopper - teclados, vocals

Personal adicional
- Tower of Power - Instrumentos de viento

## Producción
- Productores:Huey Lewis and the News
- Productor Ejecutivo: Bob Brown
- Ingeniero: Jim Gaines
- Mezcla: Bob Clearmountain
- Masterización: Bob Ludwig
- Dirección Artística: Janet Levinson
- Photografía: Hugh Brown
- Logo: Norman Moore

## Aparición en listas
Álbum - Billboard (Estados Unidos)
| Año  | Listado     | Posición |
| ---- | ----------- | -------- |
| 1982 | Álbumes Pop | 13       |

Sencillos - Billboard (Estados Unidos)
| Año  | Sencillo                               | Listado           | Posición |
| ---- | -------------------------------------- | ----------------- | -------- |
| 1982 | "Do You Believe in Love"               | Mainstream Rock   | 12       |
| 1982 | "Do You Believe in Love"               | Billboard Hot 100 | 7        |
| 1982 | "Hope You Love Me Like You Say You Do" | Billboard Hot 100 | 36       |
| 1982 | "Workin' for a Livin' "                | Mainstream Rock   | 20       |
| 1982 | "Workin' for a Livin' "                | Billboard Hot 100 | 41       |

- Datos: Q6143691